# 連三帶四棋
連三帶四棋，當地稱連三帶四，是北京延慶縣的直棋類遊戲，棋盤、玩法與其他直棋有很大差別。

## 棋具

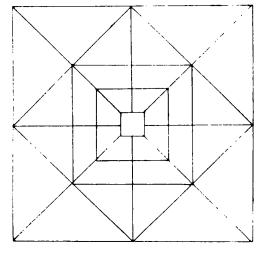
連三帶四棋棋盤

- 棋盤為四同心的正方形，直斜線交叉，然後最大邊的中點再與次大邊的角點相連，組成三十二個棋點。

- 每方棋子為十六枚，以兩色區分敵我。

## 規則
- 对弈过程分弈过程分三步驟：放子、逼子與走子。
  - 放子：依次将一己棋放在任意空棋點，直到滿盤。
  - 逼子：棋盤滿子時，將有標記的棋子移除。
  - 走子：兩方都已將手上的棋子放完，則開始移動己棋，沿線一格。
  - 當放子階段，當有己棋造成以下狀況，將敵棋作標記；若是走子階段則將敵棋移除。
    - 成三：為三子連線，每一條標記或移除一枚敵棋。
    - 成四：又稱成棒，為四子連線，每一條標記或移除兩枚敵棋。
- 以消滅敵方只剩兩枚獲勝[1]。